# Dyanik Zurakowska
Dyanik Zurakowska, née à Élisabethville le 22 mars 1947, morte à Vélez-Málaga le 24 janvier 2011, est une actrice belge présente dans le cinéma espagnol dans les années 1960-1970.

## Biographie
Dyanik Zurakowska naît au Congo belge, d'une mère polonaise et norvégienne,. 
Elle débute dans le cinéma espagnol au milieu des années 1960, et joue principalement des seconds rôles, surtout dans des westerns spaghetti, ainsi que dans des comédies et des films d'horreur qui mettaient en relief ses cheveux blonds et ses traits de mannequin. Elle joue dans plus de trente films, mais son accent était tel qu'elle devait toujours être doublée.
Elle disparaît des médias au milieu des années 1970. Elle aurait continué de jouer aux États-Unis et en France.
Elle meurt dans l'oubli et la solitude en janvier 2011.

### Vie familiale
Elle a été pendant un temps la compagne de José García Galisteo, et donc la belle-sœur de Carmen Sevilla.

## Filmographie partielle

### Cinéma
- 1965 : Las vidas que tú no conoces, court-métrage de Félix Acaso et Juan Logar
- 1965 : La llamada (es) de Javier Setó : Dominique
- 1965 : Los ojos perdidos de Rafael García Serrano (ca)
- 1965 : La ciudad no es para mí de Pedro Lazaga
- 1966 : Navajo Joe, de Sergio Corbucci
- 1966 : Danger à Tanger[4] (Tecnica di una spia), d'Alberto Leonardi
- 1967 : L'Homme qui a tué Billy le Kid (El Hombre que mató a Billy el Niño), de Julio Buchs : Helen
- 1967 : Deux Croix pour un implacable (Dos cruces en Danger Pass), de Rafael Romero Marchent : Gloria Moran
- 1967 : Bang Bang Kid, de Giorgio Gentili : Betsy Skaggel
- 1968 : Ringo le vengeur (Dos hombres van a morir), de Rafael Romero Marchent : Lucy
- 1968 : Les Pistoleros du Nevada (¿Quién grita venganza?), de Rafael Romero Marchent : Elisabeth
- 1968 : Les Vampires du docteur Dracula (La marca del Hombre Lobo), d'Enrique L. Eguiluz : Comtesse Janice von Aarenberg
- 1968 : Un par un... sans pitié (Uno a uno sin piedad) de Rafael Romero Marchent[5] : Dolly
- 1969 : 20.000 dólares por un cadáver de José María Zabalza
- 1970 : Les Desperados de l'Arizona (Los rebeldes de Arizona), de José Maria Zabalza : Helen
- 1970 : Le Collectionneur de cadavres (El coleccionista de cadáveres), de Santos Alcocer et Edward Mann : Elga
- 1971 : La orilla de Luis Lucia Mingarro : Sœur Leticia
- 1972 : Les Charlots font l'Espagne de Jean Girault[6]
- 1972 : Dos chicas de revista[1] de Mariano Ozores : Alicia
- 1973 : Les Orgies macabres (La orgía de los muertos) de José Luis Merino : Doris Drolla
- 1973 : La orgía nocturna de los vampiros de León Klimovsky[1]
- 1973 : Sexy Cat de Julio Pérez Tabernero[1] : Martha
- 1974 : Marseille contrat de Robert Parrish
- 1975 : La Course à l'échalote de Claude Zidi : secrétaire de Pierre
- 1976 : L'Aile ou la Cuisse, de Claude Zidi[7]

### Télévision
- 1966 : Tiempo y hora, série télévisée : épisode Vuestro circo, mi circo
- 1968 : Las Golondrinas, téléfilm de Juan de Orduña : Lina
- 1969 : La última moda, téléfilm de Valerio Lazarov et Augustin Pasquale
- 1969 : Bohemios[1] de Juan de Orduña : Cosette Lissan
- 1977 : Les Enquêtes du commissaire Maigret, série télévisée, épisode 34 Maigret et Monsieur Charles (comme Djanik Zukarowska)